# Hillsella
Hillsella es un género de foraminífero planctónico considerado un sinónimo posterior de Hedbergella de la Subfamilia Hedbergellinae, de la Familia Hedbergellidae, de la Superfamilia Rotaliporoidea, del Suborden Globigerinina y del Orden Globigerinida. Su especie tipo era Hillsella hillsi. Su rango cronoestratigráfico abarcaba desde el Turoniense hasta el Campaniense inferior (Cretácico superior).

## Descripción
Hillsella incluía especies con conchas trocoespiraladas, de forma discoidal-globular; sus cámaras eran subglobulares ligeramente alargadas de forma radial, creciendo en tamaño de forma gradual; sus suturas intercamerales eran rectas e incididas; su contorno era redondeando, y muy lobulado; su periferia era redondeada; su ombligo era somero y relativamente amplio; su abertura era interiomarginal, umbilical-extraumbilical, en forma de arco medio o alto y bordeada por un labio; presentaba aberturas relictas en el lado umbilica; presentaba pared calcítica hialina, macroperforada, con la superficie reticulada y ligeramente pustulada.

## Discusión
El género Hillsella no ha tenido mucha difusión entre los especialistas. Algunos autores han considerado Hillsella un sinónimo subjetivo posterior de Hedbergella. Hillsella ha sido posteriormente enmendado para incluir formas con cámaras más alargadas con proyecciones bulbosas y otras con un estadio final planiespiralado. Clasificaciones posteriores incluirían Hillsella en la Superfamilia Globigerinoidea.

## Paleoecología
Hillsella incluía foraminíferos con un modo de vida planctónico, de distribución latitudinal tropical-subtropical (Caribe), y, como Hedbergella, habitantes pelágicos de aguas superficiales (medio epipelágico y nerítico externo).

## Clasificación
Hillsella incluía a la siguiente especie:
- Hillsella hillsi †